# فالکاراق
فالکاراق (به لاتین: Falcarragh) یک منطقهٔ مسکونی در جمهوری ایرلند است که در شهرستان دانیگول واقع شده‌است. فالکاراق ۷۶۴ نفر جمعیت دارد.